# Пятьдесят франков «Синяя 1884 года»
Пятьдесят франков Синяя 1884 — французская банкнота, эскиз которой разработан 1 августа 1884 года и выпускалась Банком Франции с 10 ноября 1884 до замены на банкноту Пятьдесят франков Синяя и розовая.

## История
Банкнота изъята из обращения с 24 октября 1891 года и перестала быть законным платежным средством с 2 января 1923.

## Описание
Авторами банкноты стали художник Даниель Дюпюи (аверс) и архитектор Жорж Дюваль (реверс); а также гравёр Жюль Робер . На аверсе изображены два херувима и две женские головы. На реверсе две сидящие женщины, держатся за руки, символизируют сельское хозяйство и промышленность. Банкнота отпечатана синими чернилами на слегка тонированной бумаге. Водяным знаком стало изображение женской головы. Размеры банкноты составляют 178 мм х 123 мм.